# Morane-Saulnier Type H
Il Morane-Saulnier Type H era un monomotore monoplano da turismo sviluppato dall'azienda aeronautica francese Morane-Saulnier nei primi anni dieci del XX secolo, prima dello scoppio della prima guerra mondiale, e prodotto, oltre che dalla stessa, su licenza dalla britannica Grahame-White e dalla tedesco imperiale Pfalz-Flugzeugwerke.
Derivato dal biposto Type G del 1912, entrambi destinati all'emergente mercato dell'aviazione civile da diporto, venne utilizzato inizialmente come aereo da competizione nelle prime manifestazioni aeronautiche ed in seguito impiegato in ambito militare principalmente come dotazione delle aeronautiche militari di Francia, Belgio, Regno Unito nel ruolo di scout, in una configurazione che si caratterizzava essenzialmente per il singolo abitacolo e per un'ala dall'apertura ridotta.
Pur se con qualche modifica, nella motorizzazione e nell'armamento adottato, fu uno di pochi modelli che prestò servizio su entrambi gli schieramenti avversi durante il conflitto.

## Storia del progetto
Dopo il buon successo ottenuto con la realizzazione del Type G, l'azienda francese pianificò di svilupparne un modello derivato, sostanzialmente simile ma destinato a migliorarne ancora prestazioni e caratteristiche. Il nuovo modello, realizzato con struttura in legno ricoperta in tela trattata ed identificato come Type H, manteneva la configurazione monoplana del suo predecessore, con l'ala posizionata medio-alta sulla fusoliera, controventata superiormente ed inferiormente da una serie di cavetti in acciaio, ma dall'apertura ridotta. Il Type H inoltre, a differenza del modello da cui derivava, presentava un singolo abitacolo al posto dei due posizionati in tandem, mentre per il carrello d'atterraggio la soluzione era identica, un semplice biciclo anteriore integrato da un pattino d'appoggio sotto la coda.
Il prototipo venne portato in volo per la prima volta nel corso del 1913 con buoni risultati ed avviato alla produzione in serie sia dalla stessa Morane-Saulnier che, acquisita la licenza di produzione, nel Regno Unito e nell'Impero tedesco rispettivamente dalla Grahame-White e dalla Pfalz-Flugzeugwerke. Quest'ultima ne ricaverà una serie di modelli derivati equipaggiati con motori di produzione locale sempre più potenti che, una volta installati una mitragliatrice LMG 08/15 ed un dispositivo di sincronizzazione divennero, con la disegnandone Idflieg E.I (e successivi), tra i primi caccia a disposizione della Luftstreitkräfte.

## Impiego operativo
Il Type H iniziò ad essere utilizzato in campo sportivo, condotto dai propri piloti alle prime manifestazioni e competizioni aeree. In una di queste, nel secondo aeroraduno internazionale tenutosi a Wiener Neustadt nel giugno 1913, Roland Garros riuscì ad aggiudicarsi il primo premio nella prova di atterraggio di precisione.
L'Armée de terre, l'esercito francese, intenzionato ad equipaggiarsi per la guerra aerea, sottoscrisse un ordine per 26 esemplari da destinare al Service Aéronautique. Analogamente fece il British Army, l'esercito del Regno Unito, che ne acquistò un piccolo numero da destinare al Royal Flying Corps direttamente dall'azienda francese ed in seguito dalla britannica Grahame-White che ne aveva acquistato la licenza.
Gli esemplari in dotazione al Service Aéronautique furono gli unici ad essere utilizzati in operazioni belliche durante le fasi iniziali della prima guerra mondiale e, essendo sprovvisti di armamento, ingaggiarono combattimenti aerei con i loro avversari solamente con l'uso delle rivoltelle e carabine in dotazione ai loro piloti.

## Esemplari attualmente esistenti

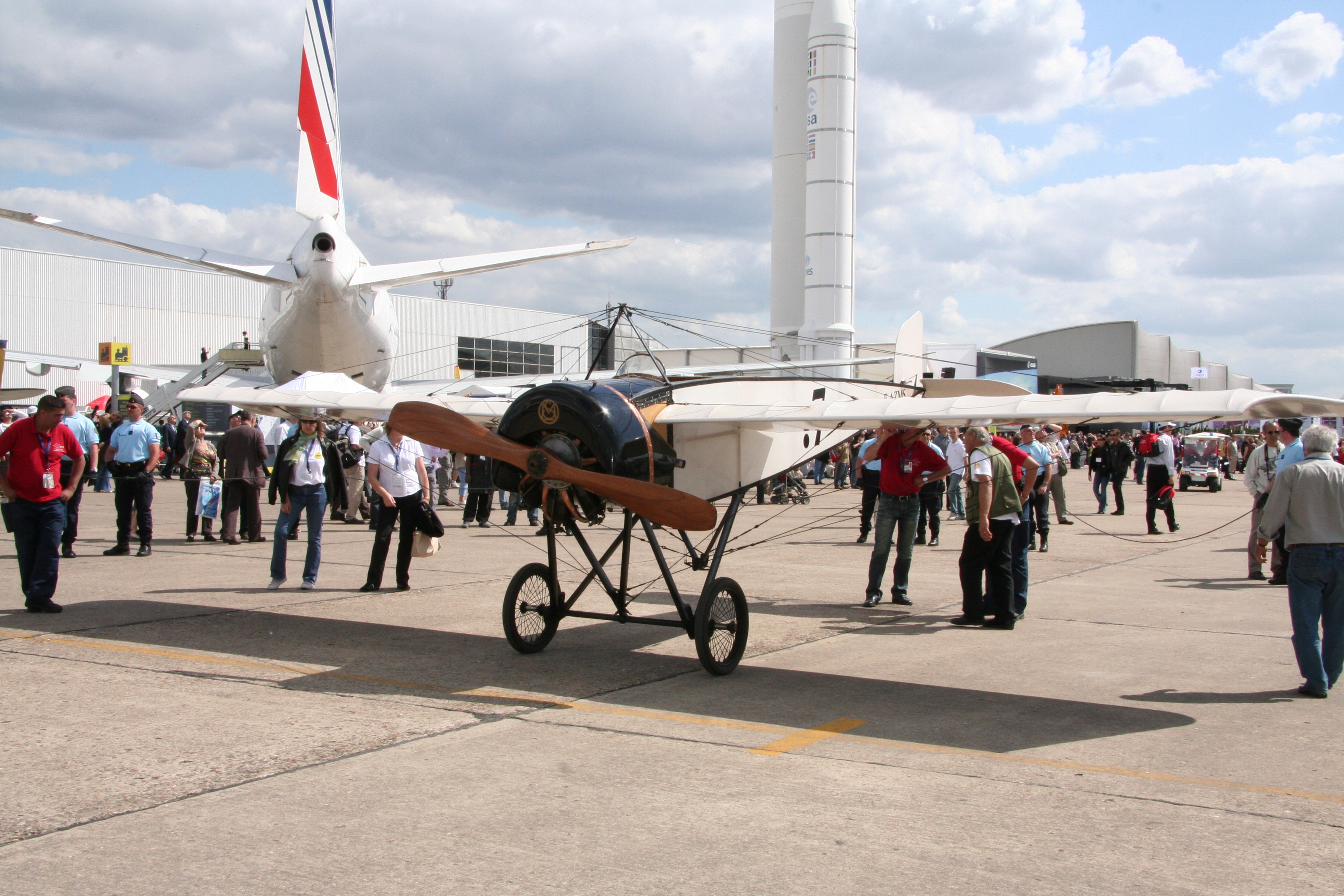
La replica volante del Type H marche F-AZMS dell'Amicale Jean-Baptiste Salis.

Oltre all'esemplare esposto in mostra statica presso il Musée de l'air et de l'espace, museo aeronautico ospitato nella struttura dell'Aeroporto di Parigi-Le Bourget, nel 1988 è stata realizzata una replica volante, esemplare facente parte del Musée Volant (museo volante) dell'Amicale Jean-Baptiste Salis, organizzazione che si occupa della preservazione di modelli storici.

## Operatori
Belgio
- Reale aeronautica militare belga

 Francia
- Service Aéronautique

 Portogallo
- Serviço da Aeronáutica Naval

operò con un unico esemplare.
 Regno Unito
- Royal Flying Corps